# Ta' Dmejrek
Ta' Dmejrek je nejvyšší vrch Malty, má nadmořskou výšku 253 metrů. Nachází se v mírně zvlněné krasové pahorkatině na jihu ostrova v Jižním regionu. Tato pahorkatina je ohraničena skalními útesy, které ční vysoko nad mořem. Útesy nad nimiž leží Ta' Dmejrek se nazývají Dingli Cliffs. Jméno dostaly podle městečka Dingli, které je nejvýše položenou obcí na Maltě (240 m n. m.) Přes útesy vede vyhlídková cesta nad propastí a je z nich výhled na ostrov Filfla.